# Boletoscapter
Boletoscapter là một chi bọ cánh cứng thuộc họ Scarabaeidae.